# Austrosynapha lamellata
Austrosynapha lamellata är en tvåvingeart som beskrevs av Freeman 1951. Austrosynapha lamellata ingår i släktet Austrosynapha och familjen svampmyggor. Inga underarter finns listade i Catalogue of Life.